# Ouilly-le-Tesson
Ouilly-le-Tesson ist eine französische Gemeinde mit 561 Einwohnern (Stand 1. Januar 2022) im Département Calvados in der Region Normandie. Sie gehört zum Arrondissement Caen und zum Kanton Falaise.
Ouilly-le-Tesson grenzt an folgende Gemeinden:
| Estrées-la-Campagne   | Estrées-la-Campagne                         | Rouvres       |
| Estrées-la-Campagne   | Kompassrose, die auf Nachbargemeinden zeigt | Rouvres Sassy |
| Soumont-Saint-Quentin | Soumont-Saint-Quentin                       | Sassy         |

## Bevölkerungsentwicklung
| Jahr                       | 1962 | 1968 | 1975 | 1982 | 1990 | 1999 | 2009 | 2019 |
| Einwohner                  | 447  | 466  | 432  | 507  | 523  | 483  | 532  | 570  |
| Quellen: Cassini und INSEE |      |      |      |      |      |      |      |      |

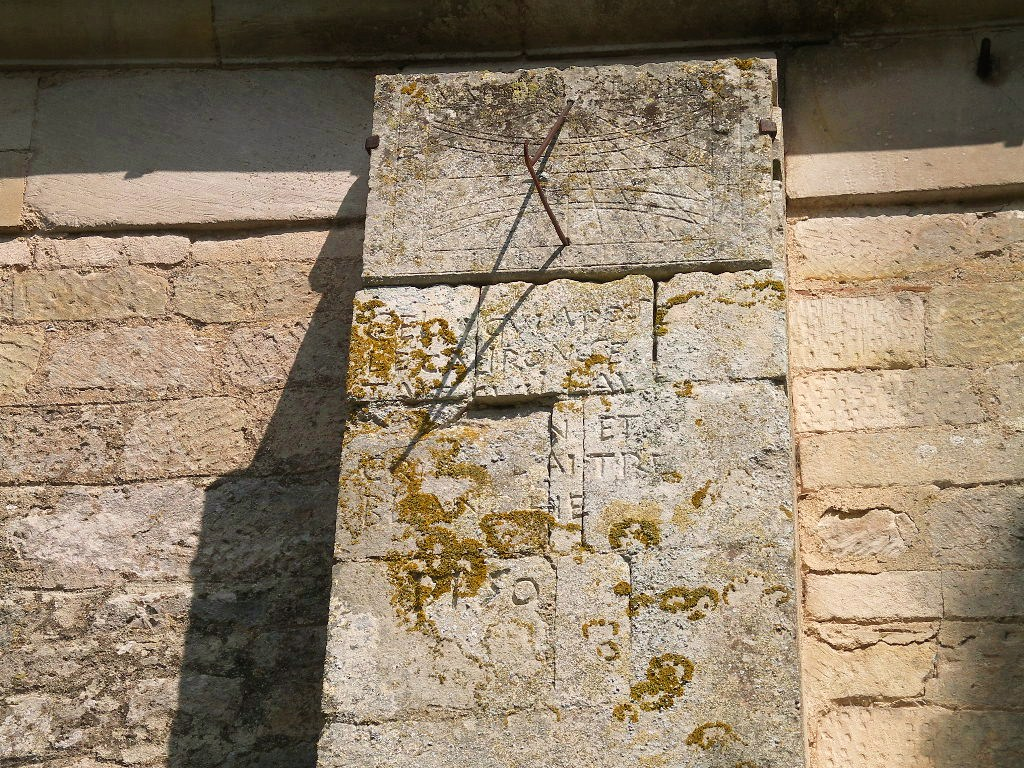
Sonnenuhr
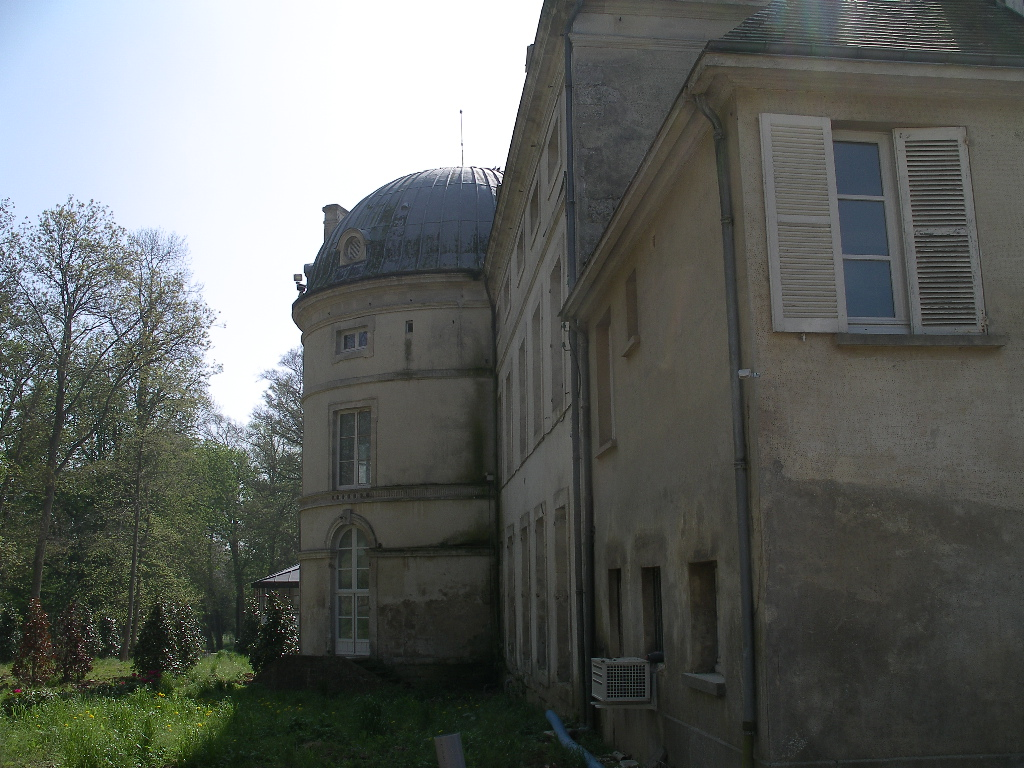
Schloss Assy in Ouilly-le-Tesson
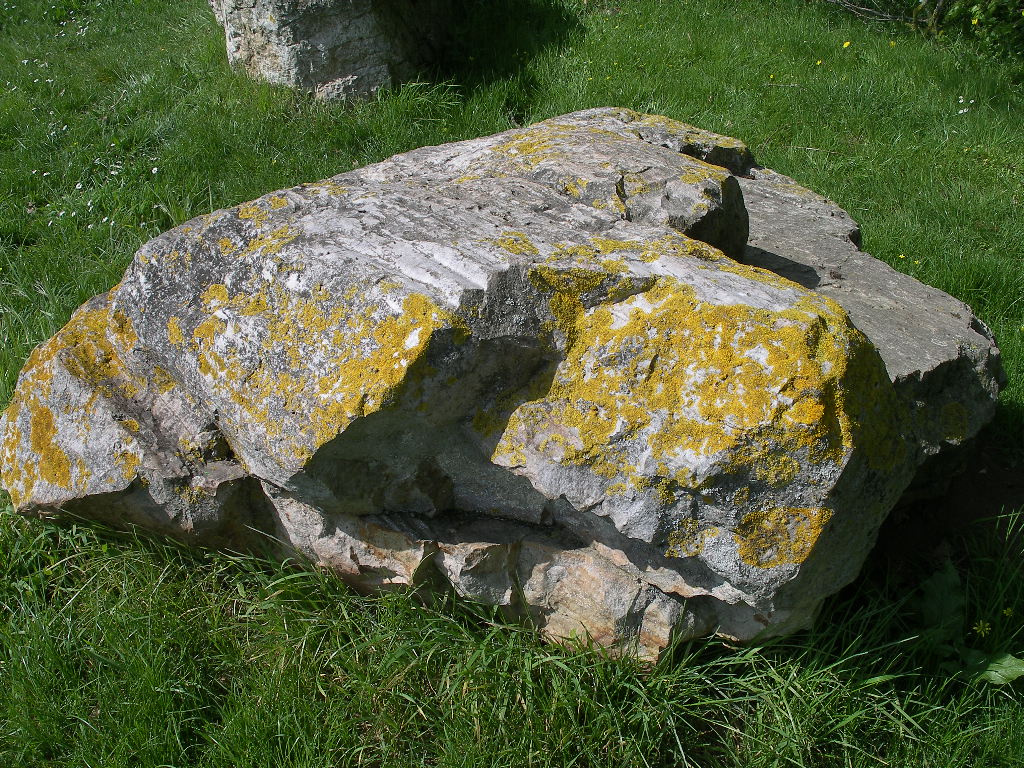
neolithischer Wetzrillenstein